# L'Aventurier du Texas
Pour plus de détails, voir Fiche technique et Distribution.
L'Aventurier du Texas (Buchanan Rides Alone) est un western américain réalisé par Budd Boetticher sorti en 1958.

## Synopsis
Tom Buchanan rentre dans son Texas natal. Il compte s'y installer grâce aux 2 000 $ d'économies qu'il transporte avec lui. En route, il s'arrête dans une petite ville nommée Agry Town, à la frontière entre la Californie et le Mexique. La ville est dirigée par une seule famille : Lew Agry est shérif, Amos Agry tient l'hôtel, et le juge Simon Agry fait campagne pour les prochaines élections.
Roy Agry, le fils du juge, rentre en ville le visage en sang. Il se rend dans le saloon où une dispute éclate avec Buchanan. Quelques minutes plus tard, un mexicain à la poursuite de Roy débarque à son tour, et abat le jeune homme au milieu du bar. Le shérif et ses hommes arrivent immédiatement sur les lieux et se mettent à frapper le tueur. Buchanan le défend et les deux hommes sont arrêtés et jetés en prison.
Tandis que toute la ville se prépare à un lynchage, le juge est mis au courant de la mort de son fils. Peu attaché à celui-ci, la nouvelle l'émeut peu. Au contraire, il trouve là un argument pour sa campagne électorale. Afin de gagner l'image d'un véritable homme de loi, il fait arrêter le lynchage de justesse et offre aux deux accusés un procès équitable. Lors de ce procès, Buchanan est jugé innocent, tandis que le mexicain plaide coupable et est condamné à être pendu.
Le meurtrier se révèle être Juan de la Vega, le fils d'un très riche propriétaire mexicain. Le juge décide alors de demander à ce dernier 50 000 $ en échange de son fils. Seul son associé est dans le secret. Ils doivent tous deux contenir l'impatience de la population pour la pendaison en attendant que la rançon leur soit remise.
Dans le même temps, Buchanan est chassé de la ville par le shérif, qui a profité de son arrestation pour lui voler ses 2 000 $. Il envoie deux de ses hommes tuer le voyageur loin de la ville. En chemin, l'un des deux se prend d'amitié pour Buchanan parce qu'il est originaire de la même région au Texas. Il se range alors du côté du texan et tue l'autre homme. Ainsi sauvé, Buchanan décide de retourner à Agry Town pour y récupérer son argent. Avant, il s'arrête avec son nouvel ami dans une cabane isolée.
En ville, le shérif apprend les intentions du juge d'obtenir une rançon des Mexicains et décide de le doubler. Il envoie ses hommes cacher le condamné à mort loin de la ville, afin que le juge ne retrouve pas l'otage. La cachette se trouve être précisément la cabane où est arrêté Buchanan. Ce dernier surprend le groupe lorsqu'il se présente et délivre Juan.
Finalement, Buchanan et Juan retournent en ville chercher les 2 000 $. À ce moment, le shérif et le juge se battent pour gagner la rançon qui est arrivée, et Buchanan et Juan profitent de cette altercation pour récupérer le tout.

## Fiche technique
- Titre original : Buchanan Rides Alone
- Titre français : L'Aventurier du Texas
- Réalisation : Budd Boetticher
- Assistant réalisateur : Jerrold Bernstein
- Scénario : Charles Lang Jr. et Burt Kennedy, d'après le roman The Name's Buchanan publié en 1956 par William Ard sous le pseudonyme de Jonas Ward.
- Direction artistique : Robert Boyle
- Décors : Frank A. Tuttle
- Photographie : Lucien Ballard
- Consultant pour la couleur : Henri Jaffa
- Son : Jean Valentino
- Supervision de l'enregistrement : John Livadary
- Montage : Al Clark
- Producteur : Harry Joe Brown
- Producteur associé : Randolph Scott
- Assistant producteur : David Breen
- Société de production : Producers-Actors Corporation
- Société de distribution : Columbia Pictures
- Pays d'origine :  États-Unis
- Langue originale : Anglais
- Format : Couleur (Columbia Color) - 35 mm - 1,85:1 - Son Mono (Westrex Recording System)
- Genre : Western
- Durée : 78 minutes, 89 minutes selon certains articles, une copie existe d'une durée de 103 minutes environ.
- Date de sortie :
  - États-Unis : 1er août 1958

## Distribution

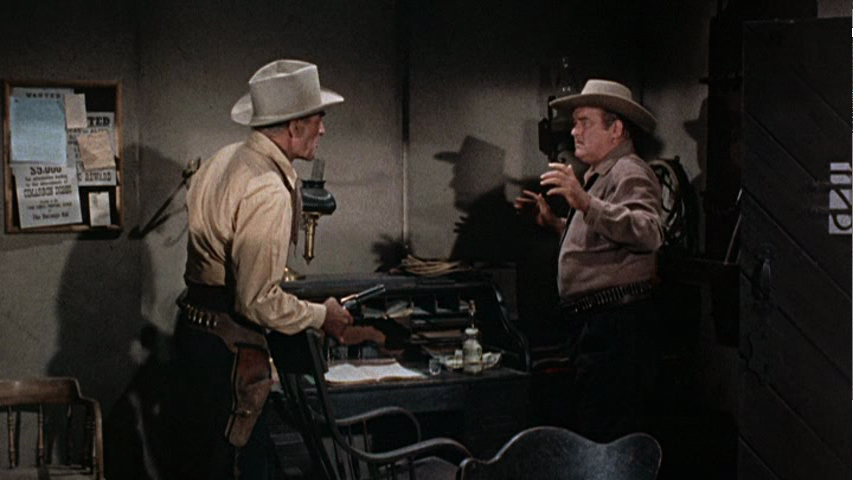
Randolph Scott (à g.) et Barry Kelley

- Randolph Scott (VF : René Arrieu) : Tom Buchanan
- Craig Stevens (VF : Michel Gatineau) : Abe Carbo
- Barry Kelley (VF : Jean-Jacques Delbo) : le shérif Lew Agry
- Tol Avery (VF : Pierre Leproux) : le juge Simon Agry
- Peter Whitney (VF : Henry Charrett) : Amos Agry
- Manuel Rojas (VF : Serge Lhorca) : Juan de la Vega
- L.Q. Jones (VF : Roger Rudel) : Pecos Hill
- Robert Anderson (VF : Claude Bertrand) : Waldo Peck
- Joe De Santis : Esteban Gomez
- William Leslie (VF : Alain Nobis) : Roy Agry
- Jennifer Holden : K. T.
- Nacho Galindo (VF : Jean-Henri Chambois) : Nacho
- Roy Jenson (VF : Marcel Painvin) : Hamp
- Don C. Harvey (VF : Henry Djanik) : Lafe
- Frank Scannell : parieur au Saloon
- Barbara James : Nina
- Al Wyatt (VF : André Valmy) : Ivy
- Terry Frost : le président du jury
- Jim B. Leon : l'ami de Gomez

Cascades
Jack N. Young